# Christian Gehring

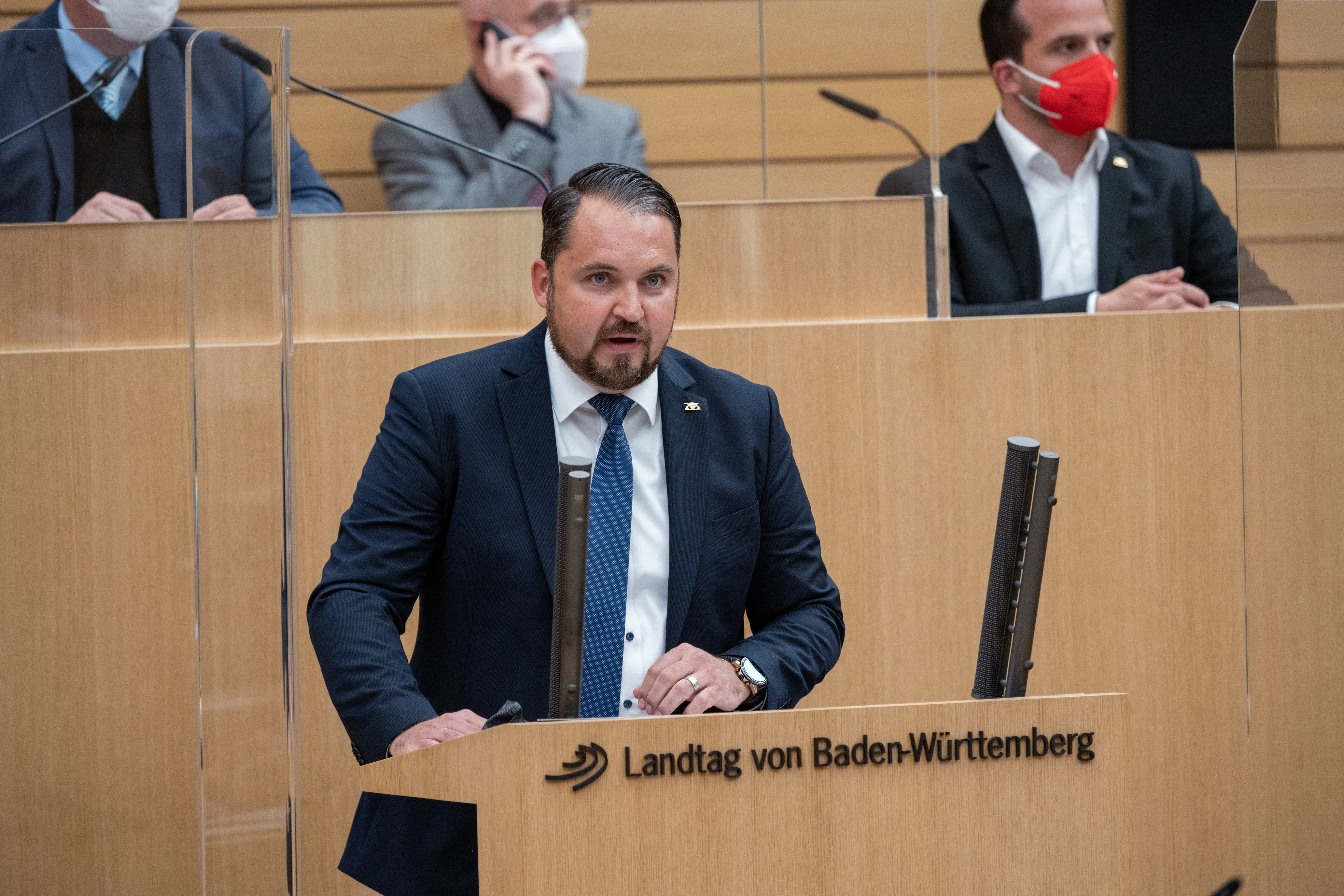
Christian Gehring bei einer Rede im Landtag von Baden-Württemberg (2021)

Christian Gehring (* 1. Januar 1979 in Villingen-Schwenningen) ist ein deutscher Politiker der CDU. Seit 2021 ist er Abgeordneter im Landtag von Baden-Württemberg.

## Leben
Nach seiner Mittleren Reife mit 16 Jahren begann er als Polizist zu arbeiten. Von 1995 bis 2000 war er Schutzpolizist. Er wurde in Lahr/Schwarzwald und Freiburg im Breisgau ausgebildet und war anschließend Teil einer Einsatzhundertschaft in Stuttgart. Danach war er bis 2010 als Personenschützer tätig. Nachdem er seine Hochschulreife berufsbegleitend nachgeholt hatte, besuchte er von 2006 bis 2009 die Hochschule für Polizei Baden-Württemberg in Villingen-Schwenningen und schloss sie als Diplom-Verwaltungswirt (FH) ab. Ab 2010 arbeitete bei der Kriminalpolizei, zunächst in Waiblingen. Ab 2017 war er beim Landeskriminalamt Baden-Württemberg in der Führungsgruppe des Staatsschutzes tätig. Von 2019 bis 2021 arbeitete er im Innenministerium Baden-Württemberg im dortigen Landespolizeipräsidium.

## Politik
Gehring ist kooptiertes Mitglied im Kreisvorstand der CDU Rems-Murr und stellvertretender Ortsvorsitzender der CDU Kernen im Remstal. Bei der Landtagswahl in Baden-Württemberg 2021 erzielte er im Wahlkreis Schorndorf ein Zweitmandat. Er ist Mitglied der Landtagsausschüsse des Inneren, für Digitalisierung und Kommunen sowie für Kultus, Jugend und Sport. In der CDU-Landtagsfraktion Baden-Württemberg ist er Vorsitzender des Arbeitskreises Inneres, Digitalisierung und Kommunen, innenpolitischer Sprecher, Sprecher für Religion und Kirchen sowie Sprecher gegen Antisemitismus und für jüdisches Leben und gehört dem Fraktionsvorstand an.
In der Kommunalpolitik ist Christian Gehring seit Juli 2024 Mitglied des Gemeinderats Kernen im Remstal und stellvertretender Vorsitzender der CDU-Fraktion.
Gehring ist Mitglied im Untersuchungsausschuss des 17. Landtags von Baden-Württemberg zur Aufklärung der sogenannten Sexaffäre im Landespolizeipräsidium. Dabei geriet er 2023 in den Verdacht, einen wichtigen Zeugen vor dessen Vernehmung im Untersuchungsausschuss diskreditiert zu haben, um den vom Dienst suspendierten Inspekteur der Polizei zu schützen und die Aufklärung zu behindern. In der Folge musste er selbst vor dem Untersuchungsausschuss aussagen.

## Privates
Gehring ist verheiratet, hat drei Kinder und wohnt in Kernen im Remstal.